# کریستین گروبه
کریستین گروبه (انگلیسی: Christian Grobet؛ ۲۶ ژوئیهٔ ۱۹۴۱ – ۱۷ دسامبر ۲۰۲۳) سیاستمدار و وکیل اهل سوئیس بود.
گروبه از سال ۱۹۷۵ تا ۱۹۸۲ و از ۱۹۹۵ تا ۲۰۰۳ نماینده کانتون ژنو در شورای ملی سوئیس و از سال ۱۹۸۱ تا ۱۹۹۳ مشاور دولتی، رئیس قسمت شهرسازی بود.

## زندگی
کریستین گروبه در ۲۶ ژوئیهٔ ۱۹۴۱ در نیویورک متولد شد. اصلیت خانوادگی او از منطقه والورب، در کانتون وو بود.
او پس از اتمام مراحل اولیه، تحصیلاتش را در دانشگاه ژنو ادامه داد و در دو رشته حقوق و اقتصاد موفق به اخذ لیسانس شد. او سپس به مدت ۱۳ سال به عنوان وکیل، در شرکت خودش و برای «انجمن دفاع مستأجر» فعالیت کرد.

## فعالیت سیاسی

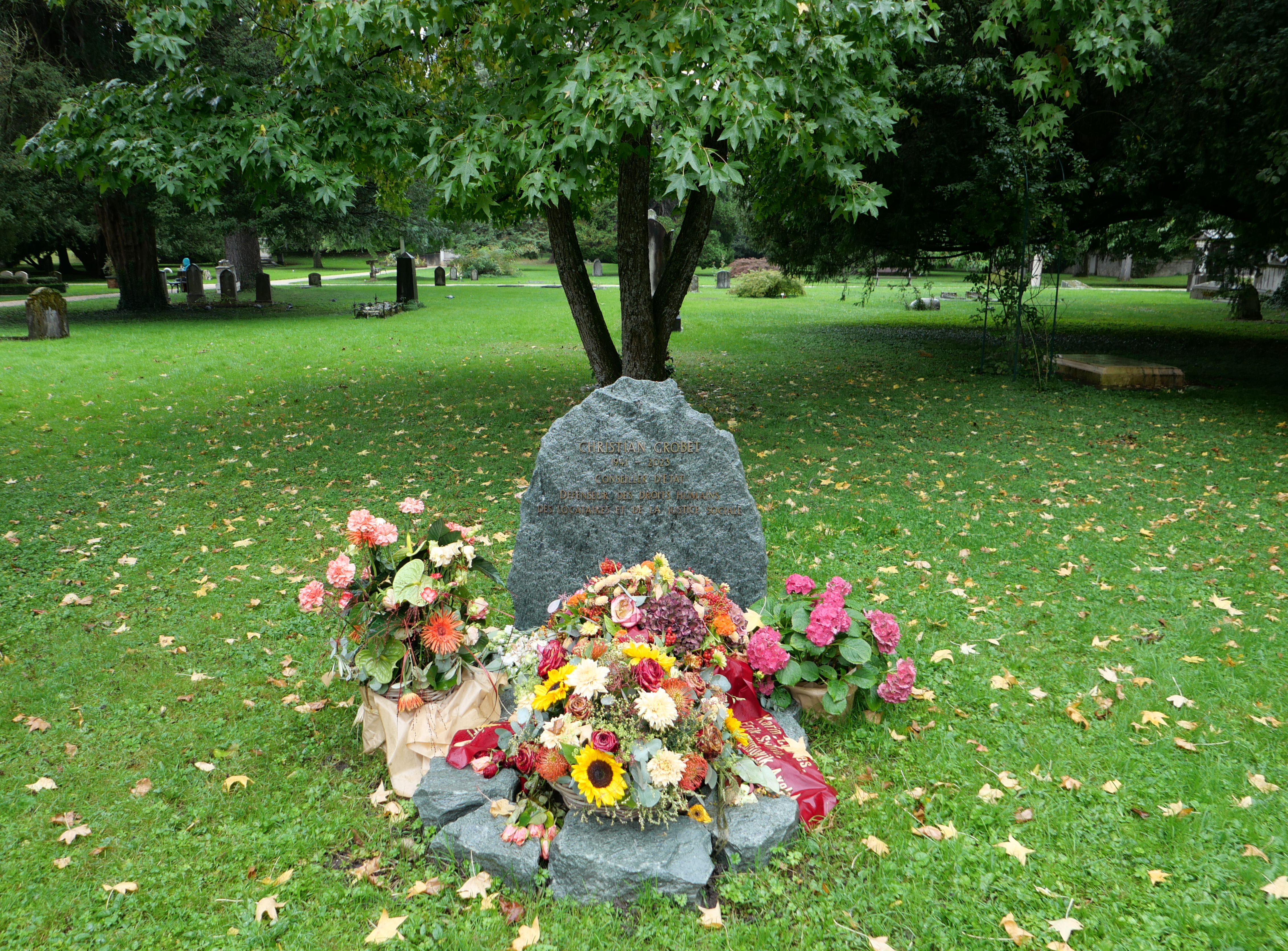
قبر در سال 2024.

کریستین گروبه نماینده منتخب حزب سوسیال دموکراتیک سوئیس در شورای شهرداری ژنو از سال ۱۹۶۷ تا ۱۹۷۰ و معاون در شورای قانونگذاری از سال ۱۹۶۹ تا ۱۹۸۱ بود.
او در سال ۱۹۸۰ کاندید عضویت در شورای ایالتی شد، اما با اختلاف کمی از آلویس ورنر شکست خورد. گروبه در سال بعد به عضویت شورای دولتی انتخاب شد و دوازده سال در آنجا در مدیریت بخش شهرسازی خدمت کرد.
در سال ۱۹۷۵، کریستین گروبه به عضویت شورای ملی انتخاب شد. او در سال ۱۹۸۲ استعفا داد اما از سال ۱۹۹۵ به سمت خود بازگشت و تا ۲۰۰۳ ادامه داد (آن موقع در گروه سوسیالیست بود). سپس در کمیسیون شهرسازی قرار گرفت.
در سال ۱۹۹۳، او خود را به عنوان نامزد اتحاد چپ معرفی کرد.
در سال ۲۰۰۸، کریستین گروبهِ برای تهیه قانون اساسی جدید، در فهرست AVIVO (دفاع از بازنشستگان) که ۹ مقام منتخب را به خود اختصاص داد، به عضویت مجلس مؤسسان ژنو انتخاب شد.
گروبه در Cimetière des Rois، که پانتئون ژنو در نظر گرفته می شود، به خاک سپرده شد.